# Naustbleikja
Naustbleikja est une île norvégienne du comté de Hordaland appartenant administrativement à Bømlo.

## Description
Rocheuse et couverte d'arbres, à fleur d'eau, elle s'étend sur environ 53 m de longueur pour une largeur approximative de 47 m. Elle est reliée à Moster, à l'ouest, par une digue. 